# Tiszabura
Tiszabura község Jász-Nagykun-Szolnok vármegye Kunhegyesi járásában.

## Fekvése
A község a Tisza folyásirányának bal partján fekszik, a Tisza-tótól délre; északi határszéle közelében található a kiskörei Tisza-híd bal parti hídfője. Hozzá tartozik különálló településrészként Pusztataskony, mely a központjától mintegy 6 kilométerre északkeletre helyezkedik el.
A közvetlenül szomszédos települések: észak felől Kisköre, kelet felől Abádszalók, délkelet felől Kunhegyes, dél felől Tiszagyenda, délnyugat felől Tiszaroff, északnyugat felől pedig Pély. (Kisköre és Pély a folyó túlsó partján helyezkedik el.)

### Megközelítése
Legfontosabb közúti megközelítési útvonala a 3216-os út. mely áthalad a központján, ezen érhető el keleti és délnyugati szomszédai felől is. Kiskörével, és azon keresztül Hevessel a 3209-es út köti össze, ez utóbbi halad át Pusztataskonyon is.
Keleti határszélén elhalad, központjától jó 7-8 kilométer távolságra a Kál-Kápolna–Kisújszállás-vasútvonal, de a vasútnak nincs megállási pontja Tiszabura területén. A két legközelebbi vasúti csatlakozási lehetőséget így Abádszalók megállóhely és Kisköre-Tiszahíd megállóhely kínálja.

## Története
A község története a régmúlt időkbe nyúlik vissza, bár Tiszabura első írásos emléke 1301-ből való.
A 19. századi gátépítési munkák során gepida és avar kori leletekre is bukkantak a régészek. Mai település elődje feltehetőleg a korai Árpád-korban jött létre, habár az első középkori oklevél csupán 1331-ben említi Bwra alakban. A községhez tartozó Pusztataskony elnevezését Taksony fejedelemről nyerte. A falu kora középkori birtokosai az előkelő Szalók, Domoszlayakat és Rozgonyiakat említhetjük. A 14. században egy Cenk nevezetű cseh vitézt említenek a források a terület földesuraként. Ekkortájt épült egyhajós, csúcsíves – román és gótikus stílusjegyeket is magán hordozó, ma műemléki védettséget élvező – temploma.
A középkori gazdaság és demográfia jellegzetességeiből kifolyólag rendkívül alacsony népességi adatokat jegyeztek fel a történetírók. A másfél évszázados török korszak és az azt lezáró felszabadító hadjáratokban a település lakossága rendkívül megcsappant, Taskony szinte teljes egészében elnéptelenedett.
A Rákóczi-szabadságharc idején, Rabutin császári generális hadai vonultak át a községen, s a szerb felkelők a falut földig rombolták. A település majdnem három évtizedig pusztán állt, s csupán 1737-38-tól – a környező településekről való beköltözők révén – indult újra az élet. A község újratelepítésében kiemelkedő szerepet játszó és bőkezű egyházi mecénásnak számító Recsky család néhány jeles képviselőjének hamvai ma is a templom ódon apszisa alatt nyugszanak. 1876-ban a kiegyezés utáni közigazgatási reform keretében Bura, Heves vármegyétől Jász-Nagykun-Szolnok vármegyéhez, a tiszai járásba került.
Az első világháború hadszínterein a falu lakosságának 20%-át találjuk, emléküket a Hősök terén látható 1928-ban közadakozásból emelt fehér márványobeliszk őrzi. A második világháborúban német csapatokat a szovjet haderő 1944. október 14-én szorította ki a faluból, azonban a háborús pusztításokat igencsak megszenvedte.
1975-ben került sor a törpevízmű létesítésére, 1976-ban épült fel az új orvosi rendelő, 1979-ben készült el a három szintes iskola, 1982-ben épült fel a község új ABC áruháza és postahivatala, 1989-ben létesült a TSZ által üzemeltetett, majd magánkézbe került benzinkút. A telefonhálózat széles körű kiépítése az 1990-es években valósult meg.
Napjainkban a községi önkormányzat különböző közcélú és közhasznú programjai révén számít a legnagyobb munkaadónak. A faluvezetés különböző pályázatok révén kívánja a község modernizációját továbbvinni. Pusztataskonyban épült meg az Európai Unió támogatásából a Nagykunsági vésztározó le- és beeresztő csatornája.

### Hagyományok
A népi hitvilágban sokáig megőrződött a táltos és boszorkányhit. Orvos Tóth Sándornak, Bíró Julisnak természetfeletti képességeket tulajdonítottak, s a környező településekről is többen jártak hozzájuk.

## Közélete

### Polgármesterei
- 1990–1994: Szekeres János (független)[4]
- 1994–1997: Szekeres János (MSZP)[5]
- 1997–1998: Gál Zsigmond (független)[6][7]
- 1998–2002: Gál Zsigmond (független)[8]
- 2002–2006: Farkas László (Fiatal Romák Országos Szövetsége)[9]
- 2006–2010: Farkas László (Fiatal Romák Országos Szövetsége)[10]
- 2010–2014: Farkas László (Fiatal Romák Országos Szövetsége)[11]
- 2014–2019: Nagy Imre (Fidesz–KDNP)[12]
- 2019–2024: Farkas László (Fiatal Romák Országos Szövetsége)[13]
- 2024–2025: Vavrik Géza (Cigány Közösségek Szövetsége)[1]

1997. május 11-én időközi polgármester-választást tartottak a településen Szekeres János februári lemondását követően.
2025. október 5-én ugyancsak időközi polgármester-választást (és képviselő-testületi választást) kell tartani a településen, mivel az előző képviselő-testület néhány hónappal korábban feloszlatta magát.

## Népesség
A település népességének változása:
| Lakosok száma | 2933 | 2983 | 2929 | 2905 | 3101 | 3127 | 3120 |
|               | 2013 | 2014 | 2017 | 2021 | 2022 | 2023 | 2024 |

1976-ban a településen egy korabeli újságcikk szerint a cigányság aránya meghaladta a 33%-ot.
2001-ben a település lakosságának 72%-a magyar, 28%-a cigány nemzetiségűnek vallotta magát.
A 2011-es népszámlálás során a lakosok 98,3%-a magyarnak, 59,9% cigánynak mondta magát (1,7% nem nyilatkozott; a kettős identitások miatt a végösszeg nagyobb lehet 100%-nál). A vallási megoszlás a következő volt: római katolikus 20,4%, református 11,7%, evangélikus 0,2%, felekezeten kívüli 57,6% (8,4% nem nyilatkozott).
2022-ben a lakosság 95,1%-a vallotta magát magyarnak, 58,1% cigánynak, 0,1% románnak, 0,6% egyéb, nem hazai nemzetiségűnek (4,8% nem nyilatkozott; a kettős identitások miatt a végösszeg nagyobb lehet 100%-nál). Vallásuk szerint 9,3% volt római katolikus, 4,2% református, 0,2% görög katolikus, 0,1% evangélikus, 3,4% egyéb keresztény, 0,5% egyéb katolikus, 50,3% felekezeten kívüli (32% nem válaszolt).

## Nevezetességei
- Református templom
- Pusztataskonyi Szapáry-kápolna
- Pusztataskonyi-mezőgazdasági repülőtér
- Gyönyörű természeti környezet (ártér, gát)
- Révház, csónakkikötő

## Híres tiszaburaiak
- A pusztataskonyi Szapáry-kastélyban született Szapáry György közgazdász
- Sárkány Éva a neoton família sztárjának imitátora